# Flughafen Livingstone

i7
i11
i13
Der Harry Mwanga Nkumbula International Airport (bis 2011 Livingstone International Airport, IATA-Code: LVI, ICAO-Code: FLHN) ist der internationale Verkehrsflughafen von Livingstone in Sambia. Er liegt etwa fünf Kilometer nordwestlich der Stadt und ist Ausgangspunkt für Reisen zu den 15 Kilometer entfernten Victoriafällen. Der Flughafen wurde im Sommer 1950 fertiggestellt. Er diente gleich von Anfang an auch den Langstreckenflügen von London nach Südafrika als Zwischenlandungsort für die BOAC, die die Strecke bis dahin mit Flugbooten bedienten.
Der Flughafen ist seit 2011 nach Harry Mwanga Nkumbula benannt.

## Fluggesellschaften und Verbindungen
Die Fluggesellschaften Comair und South African Airways verbinden Livingstone mit Johannesburg. Weitere Ziele in Südafrika sind Mbombela, das von South African Airlink bedient wird. Kenya Airways bietet seit Juni 2013 Flüge von/nach Nairobi an.
Im Inland wird nur die Hauptstadt Lusaka von Zambia Airways und Proflight Commuter Services bedient. Eine kurzzeitige Verbindung nach Mfue wurde aufgegeben.